# 1884
1884 (MDCCCLXXXIV) var ett skottår som började en tisdag i den gregorianska kalendern och ett skottår som började en söndag i den julianska kalendern.

## Händelser

### Januari
- 17 januari – I Sverige invigs Stockholms första allmänna skridskobana anläggs.[1]

### Maj
- 16 maj
  - Carl Johan Thyselius avgår som svensk statsminister och efterträds av Robert Themptander.[2]
  - Vatten och bröd-straffet avskaffas slutligen helt i Sverige.[3]

### Juli
- 5 juli – Myndighetsåldern för svenska ogifta kvinnor sänks från 25 till 21 år[4] (samma som för män). Regeln att kvinnor åter blir omyndiga om de gifter sig kvarstår dock fram till 1921.

### September
- 27 september – August Strindbergs Giftas utkommer i bokhandeln. Boken väcker starka reaktioner och beläggs med kvarstad 3 oktober och åtalas för hädelse 7 oktober.

### November

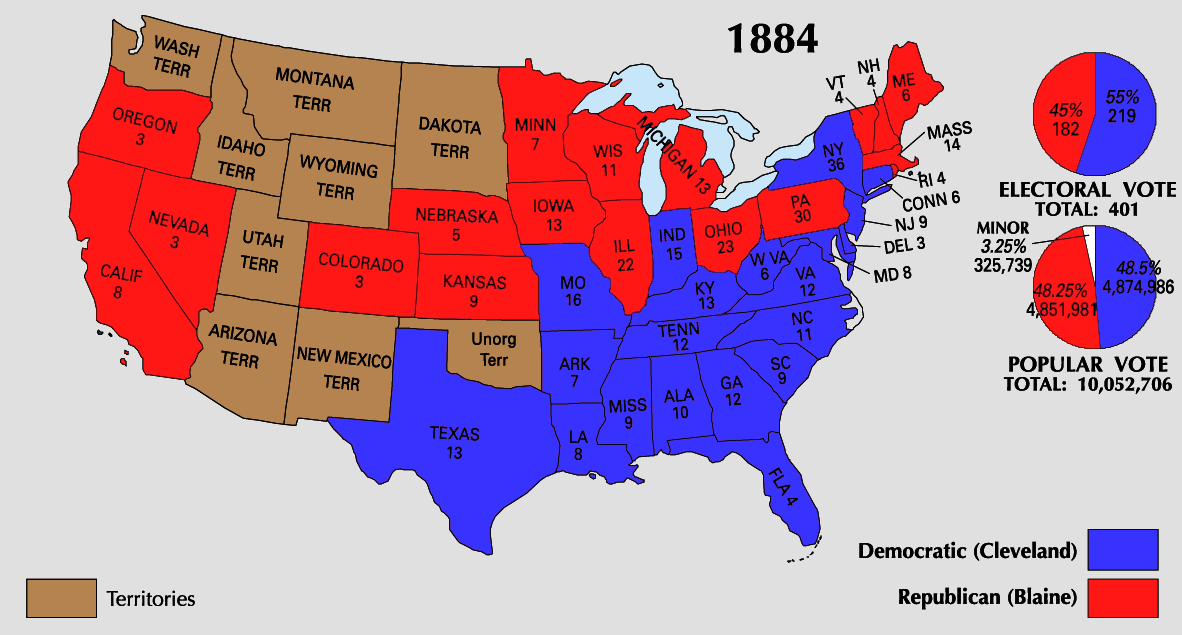
Presidentval i USA.

- 4 november – Demokraten Grover Cleveland besegrar republikanen James G. Blaine vid presidentvalet i USA.
- 15 november – Berlinkonferensen börjar i Tyskland.

### December
- 6 december – Washingtonmonumentet uppförs i USA.
- 16 december – World Cotton Centennial världsutställning invigs i New Orleans.

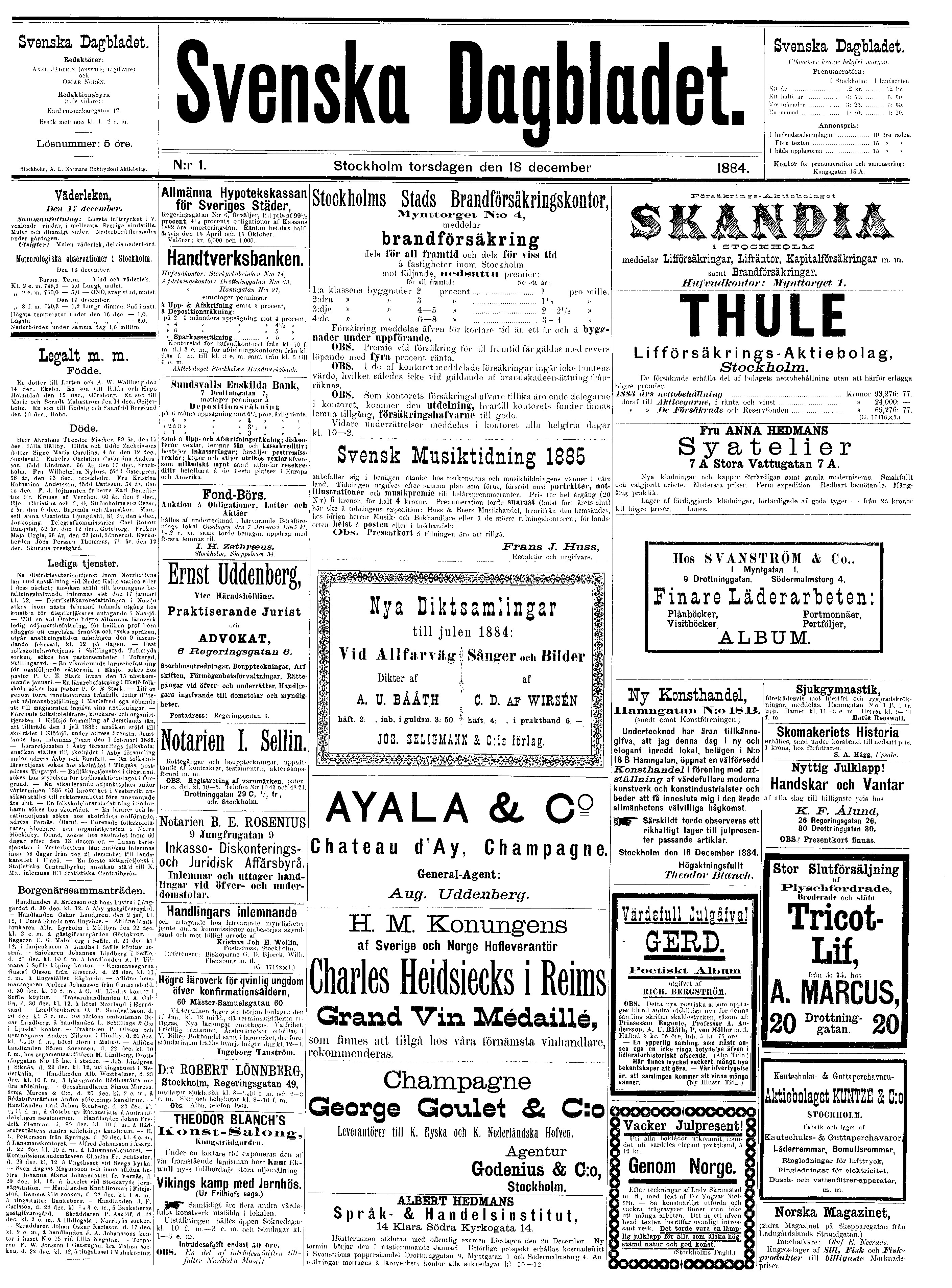
Svenska Dagbladet.

- December – Den obundna moderata svenska morgontidningen Svenska Dagbladet börjar utkomma.

### Okänt datum
- Juridiska Föreningen i Lund bildas.
- I Argentina införs gratis sekulariserad utbildning.
- Metallslöjd införs i Kungsholms folkskola i Stockholm i Sverige för pojkar i åldrarna 10-14 år.
- En milstolpe i svensk socialpolitik nås, när den liberale riksdagspolitikern Adolf Hedin lägger fram en motion om pensions- och olycksfallsförsäkring för arbetare.
- Fredrika-Bremer-förbundet (FBF) bildas av Sophie Adlersparre, för kvinnor som vill förbättra kvinnans villkor. I Göteborg grundas en lokal förening av samma slag med namnet Göteborgs Kvinnoförening.
- Nykterhetsrörelsen Templarorden, bildad av svenskättlingar i USA 1833, införs i Sverige.
- Författarinnan Victoria Benedictsson från Hörby i Skåne debuterar i bokform under pseudonymen Ernst Ahlgren.
- Den första motionen om kvinnlig rösträtt i Sveriges historia avslås av Sveriges riksdag.
- Den ryska matematikern Sonja Kovalevsky blir docent vid Stockholms högskola.
- Det svenska leksaksföretaget Bröderna Ivarsson i Osby (sedermera BRIO) grundas.
- En norsk högerregering tvingas avgå och ersätts av en vänster dito, under ledning av Johan Sverdrup, vilket räknas som parlamentarismens genombrott i Norge.
- Egyptens ockuperation av Harar upphör.[5]
- Per Froms fabrik i Stockholm börjar tillverka velocipeder.

## Födda

### Första kvartalet

#### Januari
- 1 januari – Edwin C. Johnson, amerikansk demokratisk politiker, senator 1937–1955. (död 1970)
- 18 januari – Hermann Böhm, tysk sjömilitär, generalamiral 1941.
- 22 januari – Helge Karlsson, svensk skådespelare och teaterledare.
- 29 januari – Rickard Sandler, svensk socialdemokratisk politiker och folkhögskollärare, Sveriges statsminister 1925–1926.
- 30 januari – Gustaf Hedström, svensk operettsångare, skådespelare och sång- och talpedagog.

#### Februari
- 1 februari – Jevgenij Zamjatin, rysk författare.
- 2 februari – S.Z. Sakall, ungersk skådespelare, verksam i USA sedan 1930-talet.
- 3 februari – Robert W. Upton, amerikansk republikansk politiker, senator 1953–1954.
- 12 februari – Alice Roosevelt Longworth, amerikansk skribent och kolumnist.
- 17 februari
  - Arthur T. Hannett, amerikansk demokratisk politiker.
  - Adolf Niska, svensk operettsångare, skådespelare, manusförfattare och regissör.

#### Mars
- 1 mars – Harry Bergvall, svensk skådespelare och teaterdirektör.
- 6 mars – Molla Mallory, norsk tennisspelare.
- 11 mars – Lewi Pethrus, svensk förgrundsgestalt inom Pingströrelsen.
- 18 mars – Oluf Høst, dansk konstnär, målare.
- 23 mars – Axel Högel, svensk skådespelare.
- 31 mars – James P. Pope, amerikansk demokratisk politiker, senator 1933–1939.

### Andra kvartalet

#### April
- 1 april – George A. Wilson, amerikansk republikansk politiker.
- 2 april – Gösta Adrian-Nilsson, svensk konstnär, målare.
- 4 april – Isoroku Yamamoto, japansk amiral.
- 21 april – Willi Wells, dansk revyskådespelare.
- 23 april – Ludde Juberg, svensk skådespelare och teaterledare.
- 30 april – Olof Sandborg, svensk skådespelare och teaterregissör.

#### Maj
- 7 maj – Torsten Hammarén, svensk skådespelare och teaterchef.
- 8 maj – Harry S. Truman, amerikansk politiker, USA:s president 1945–1953.
- 9 maj – Per Benander, svensk entomolog. (död 1976)
- 11 maj – Otto Schultze, tysk sjömilitär, generalamiral 1942.
- 17 maj – Sidney Preston Osborn, amerikansk demokratisk politiker, guvernör i Arizona 1941–1948.
- 25 maj – Eilif Sylwan, svensk sekreterare och politiker (högern).
- 28 maj – Edvard Beneš, tjeckoslovakisk politiker, president 1935–1938 och 1945–1948.

#### Juni
- 6 juni – Gustav Möller, svensk socialdemokratisk politiker. (död 1970)
- 13 juni
  - Gerald Gardner, en av grundarna av wiccareligionen. (död 1964)
  - Étienne Gilson, fransk filosof. (död 1978)
  - Anton Drexler, tysk politiker, grundare DAP.
- 17 juni
  - Torsten Kreuger, svensk finansman.
  - Wilhelm, svensk prins och dokumentärfilmare.
- 18 juni
  - Édouard Daladier, fransk politiker.
  - Robert Rice Reynolds, amerikansk politiker, senator 1932–1945.
- 21 juni
  - Garrett L. Withers, amerikansk demokratisk politiker.
  - John W. Martin, amerikansk demokratisk politiker, guvernör i Florida 1925–1929.
- 22 juni – Manfred Björkquist, svensk biskop.
- 27 juni
  - Josef Norman, svensk operettsångare och skådespelare.
  - Oscar Winge, svensk skådespelare, regissör, teaterledare och friidrottare.
- 30 juni
  - Franz Halder, tysk general.
  - Svend Rindom, dansk skådespelare och manusförfattare.

### Tredje kvartalet

#### Juli
- 5 juli – Enrico Dante, italiensk kardinal.
- 12 juli – Amedeo Modigliani, italiensk målare, skulptör och tecknare.
- 15 juli – Henning Ohlson, svensk författare, manusförfattare och sjöman.
- 19 juli – John Norrman, svensk skådespelare.
- 22 juli
  - Halvor Floden, norsk barnboksförfattare.
  - Albert Mason Stevens, amerikansk barnläkare.
- 25 juli – Martin L. Davey, amerikansk demokratisk politiker, guvernör i Ohio 1935–1939.
- 28 juli – John E. Miles, amerikansk demokratisk politiker.
- 31 juli – Carl Goerdeler, tysk politiker.

#### Augusti
- 6 augusti – Lars Björck, svensk filmproducent, biografägare och skådespelare.
- 8 augusti – Sara Teasdale, amerikansk poet och kulturpersonlighet.
- 16 augusti – Hugo Gernsback, amerikansk science fiction-författare.
- 20 augusti – Forrest C. Donnell, amerikansk republikansk politiker.
- 21 augusti – Bohumil Kubišta, tjeckisk konstnär.
- 27 augusti
  - Alexander Abasjeli, georgisk poet, prosaförfattare och science fiction-författare.
  - Vincent Auriol, fransk politiker, tillförordnad ordförande i Frankrikes provisoriska regering 28 november–16 december 1946, Frankrikes president 1947–1954.
- 30 augusti – The Svedberg, svensk kemiprofessor.

#### September
- 1 september – Sigurd Wallén, svensk skådespelare, sångare, manusförfattare och regissör.
- 21 september
  - Clarence Dill, amerikansk demokratisk politiker.
  - Olof Palme, svensk historiker.
- 26 september – Hamilton C. Jones, amerikansk demokratisk politiker, kongressledamot 1947–1953.

### Fjärde kvartalet

#### Oktober
- 4 oktober – Félix Gouin, fransk politiker, ordförande i Frankrikes provisoriska regering 26 januari–24 juni 1946.
- 7 oktober – Fritz Noether, tysk matematiker.
- 8 oktober
  - Walter von Reichenau, tysk fältmarskalk.
  - Chauncey Sparks, amerikansk politiker, guvernör i Alabama 1943–1947.
- 18 oktober – Karl Witzell, tysk sjömilitär, generalamiral 1941.
- 24 oktober – Emil Fjellström, svensk skådespelare.

#### November
- 3 november – Joseph William Martin, amerikansk republikansk politiker.
- 14 november – Cesare Maria De Vecchi, italiensk militär och politiker.
- 17 november – James Westheimer, svensk operasångare och skådespelare.
- 29 november – William Kirk Kaynor, amerikansk republikansk politiker, kongressledamot 1929.
- 30 november – Ture Rangström, svensk tonsättare.

#### December
- 1 december – Karl Schmidt-Rottluff, målare och grafiker.
- 3 december – Richard C. Hunter, amerikansk demokratisk politiker, senator 1934–1935.
- 14 december – Eira Hellberg, svensk författare.
- 18 december – Gustaf Andersson, svensk politiker, partiledare för Folkpartiet 1935–1944, kommunikationsminister 1939–1944.
- 24 december – Carl-Harald, svensk skådespelare.
- 30 december
  - Andreas Andersson, svensk hemmansägare och politiker (i Högerpartiet).
  - Otto Meyerhof, tysk-amerikansk professor i fysiologi och nobelpristagare. (död 1951)
  - Hideki Tojo, japansk general, premiärminister 1941–1944. (död 1948)

## Avlidna

### Första kvartalet

#### Januari
- 4 januari – Louis Ehlert, 58, tysk kompositör.
- 6 januari – Gregor Mendel, 61, österrikisk ärftlighetsforskare.
- 24 januari – Otto Carlsund, 74, ledare för AB Motala Verkstad.
- 25 januari – Johann Gottfried Piefke, 68, tysk militärmusiker och kompositör.

#### Februari
- 4 februari – Henry Cooper, 56, amerikansk demokratisk politiker och jurist, senator 1871–1877.
- 19 februari – Edvard Bergenheim, 85, ärkebiskop för Evangelisk-lutherska kyrkan i Finland sedan 1850.

#### Mars
- 19 mars – Elias Lönnrot, 81, finländsk folkdikts- och språkforskare.

### Andra kvartalet

#### April
- 1 april – Edvard Carleson, 63, svensk riksdagsman 1850–1865 och 1873–1884, statsminister 1874–1875.

#### Maj
- 3 maj – León Guzmán, 62, mexikansk politiker, guvernör av Guanajuato.
- 12 maj – Bedřich Smetana, 60, tjeckisk tonsättare, pianist och dirigent.

#### Juni
- 26 juni – Jacques-Joseph Moreau de Tours, 80, fransk läkare och vetenskapsman.

### Tredje kvartalet

#### Juli
- 30 juli – Gustave Le Gray, 63, fransk fotograf.

#### Augusti
- 1 augusti – Heinrich Laube, 77, tysk författare och teaterledare.
- 25 augusti – Odo William Leopold Russell, 55, brittisk diplomat.

#### September
- 2 september – Henry B. Anthony, 69, amerikansk politiker, guvernör i Rhode Island (whig) 1849–1851, senator (republikan) 1859–1884.
- 4 september – Charles J. Folger, 66, USA:s finansminister.

### Fjärde kvartalet

#### Oktober
- 2 oktober – Carolina Friebel, 66, svensk premiärdansös.

#### November
- 13 november – Johan Jolin, 65, svensk skådespelare, pjäsförfattare, sångtextförfattare och översättare.

#### December
- 10 december – Jules Bastien-Lepage, 36, fransk målare.

### Fotnoter
1. ↑  På Nybrovikens is
2. ↑  – World Statesmen
3. ↑  Vatten och bröd i Nordisk familjebok (andra upplagan, 1921)
4. ↑  Sverige 1900-talet – Gift, sambo, partner, särbo eller frånskild?, NE, Bra Böcker, 2000
5. ↑  World Statesmen (läst 7 april 2011)